# Армстронг (фільм, 1998)
Армстронг (англ. Armstrong) — американський бойовик 1998 року, який також відомий під назвою «Свавілля» (рос. Беспредел).

## Сюжет
Працюючий в Москві інструктором з безпеки ветеран спецназу «Морські котики» Рід Амстронг стає свідком вбивства свого товариша, який виконував секретне завдання президента США. Йдучи по сліду вбивці — міжнародного терориста на призвисько «Кінський хвіст», Рід дізнається про зловісні плани російської мафії з продажу ядерних боєголовок міжнародним терористам. Щоб зупинити злочинну змову, що загрожує знищити весь світ, Рід вступає в запеклу сутичку не на життя, а на смерть з ватажками мафії, продажними генералами і чиновниками.

## У ролях
| Актор             | Роль                 |
| ----------------- | -------------------- |
| Кімберлі Кейтс    | Сьюзен Зорькін       |
| Френк Загаріно    | Род Армстронг        |
| Чарльз Неп'єр     | Роберт Зорькін       |
| Джо Лара          | «Кінський хвіст»     |
| Джастін Керролл   | Андрій Кастор        |
| Річард Лінч       | генерал Жуков        |
| Ігор Поршнев      | Ерік                 |
| Александр Ютлев   |                      |
| Мікаелла Стойкова |                      |
| Менахем Голан     | російський президент |